# Teatr w Czerniowcach
Teatr w Czerniowcach – budynek Teatru Muzyczno-Dramatycznego im. Olgi Kobylańskiej powstały w latach 1904–1905 według projektu architektów F. Fellnera i H. Hellmera na wzór Teatru Miejskiego (Stadttheater) w Fürth. W ornamencie jego bocznych ryzalitów można dostrzec stary herb miasta. Na szczycie teatru znajduje się posąg Melpomeny, a fasadę zdobią popiersia wielkich postaci kultury europejskiej. We wnętrzu znajduje się neobarokowe foyer i loże. Przed teatrem stoi pomnik Olgi Kobylańskiej.